# Estádio da Luz (1954)
O Estádio da Luz foi um estádio multi-usos situado em Lisboa, Portugal, utilizado pelo clube Sport Lisboa e Benfica entre 1954 e 2003. Foi inaugurado simbolicamente a 1 de dezembro de 1954 e tinha uma capacidade aproximada para 120.000 pessoas, sendo na altura o maior estádio da Europa e o terceiro maior do Mundo. A demolição do estádio iniciou-se em 2002 para dar lugar ao novo Estádio da Luz, construído imediatamente a sudoeste do antigo.

## Antes do Estádio
Desde a formação do clube, em 1904, o Benfica tinha jogado sempre em campos arrendados, tais como as Terras do Desembargador (1905–1906), Campo da Feiteira (1908–1911), Campo de Sete Rios (1913–1917), Campo de Benfica (1917–1922), e o Estádio do Campo Grande, construído em terrenos arrendados ao histórico rival Sporting (1941–1954). O Estádio das Amoreiras (1925–1940), um recinto com capacidade para 20 000 adeptos, pertencia ao clube, mas foi demolido para dar lugar à Avenida Duarte Pacheco.
Após um longo processo negocial com a Câmara Municipal de Lisboa e o Governo, foi finalmente estabelecido, a 17 de Maio de 1946, que o clube iria abandonar o espaço arrendado no Campo Grande e regressar à freguesia de Benfica. O então Ministro das Obras Públicas, Cancela de Abreu, terá dito: "O Benfica é de Benfica, e é para lá que deverá regressar!"

## Os Anos da Construção

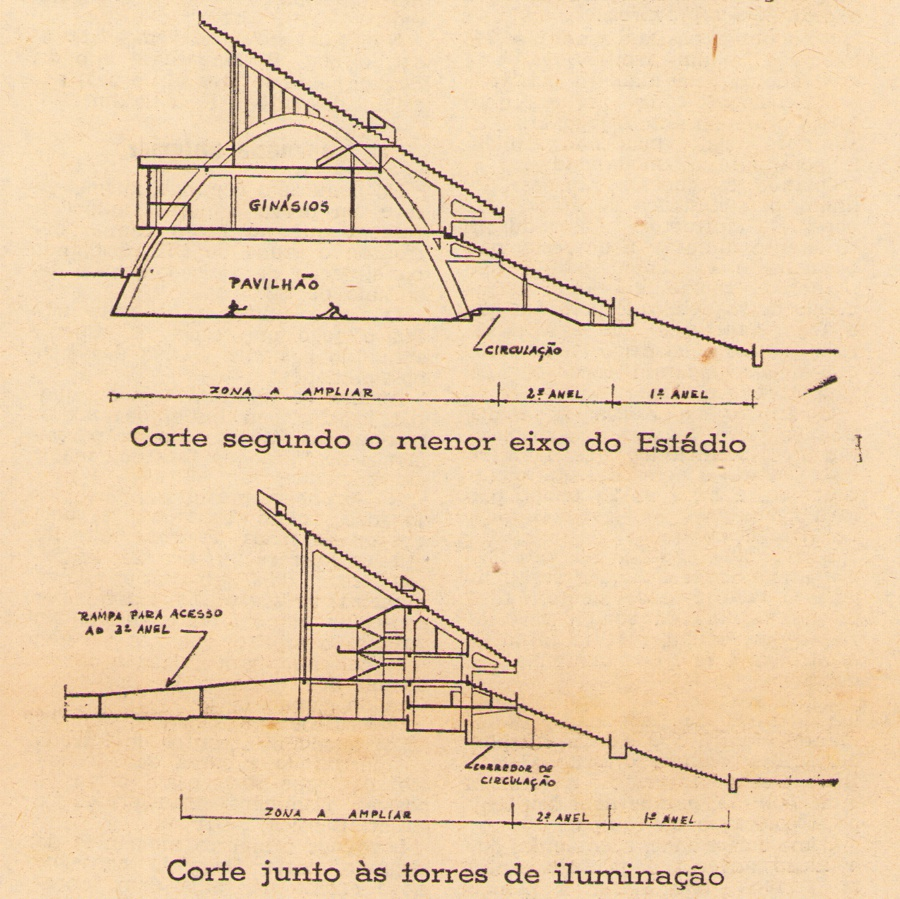
Cortes das bancadas do estádio, onde se pode ver os espaços interiores existentes nas mesmas.

Foi identificado um terreno apropriado, com boas acessibilidades e espaço para futuras expansões, perto da Igreja e Largo da Luz, no extremo nordeste da freguesia de Benfica. "Luz" era a paróquia histórica da Igreja de Nossa Senhora da Luz, hoje pertencente à freguesia de Carnide.
Tinha sido sempre objectivo do clube ser proprietário, não só do estádio, mas também dos terrenos onde este foi erigido, mas inicialmente os terrenos foram cedidos em direito de superfície pela câmara. A aquisição plena dos terrenos apenas se deu em 1969. Os projectos do estádio tinham sido elaborados a partir de finais dos anos 1940 por João Simões, antigo jogador do clube.
Motivados pelo presidente do clube, Joaquim Ferreira Bogalho, os sócios suportaram uma quota suplementar destinada a custear a construção do novo estádio, para além de terem contribuído generosamente com doações ou mesmo através do trabalho no estaleiro durante fins-de-semana. Foi mesmo realizada uma "campanha do cimento", através da qual foram oferecidas ao clube grandes quantidades de sacos de cimento.
Na década de 1950, um terminal (ou paragem importante) da rede de elétricos da Carris esteve previsto para o local onde se situa hoje a estação Alto dos Moinhos, aparentemente ligado ao resto da rede na linha da Estrada da Luz (carreiras 13 e 13A, para Carnide) via R. Francisco Baía; ter-se-ia situado aproximadamente onde é hoje a junção das ruas Freitas Branco e Alçada Batista, servido o então planeado Estádio da Luz.
Os trabalho de construção iniciaram-se oficialmente a 14 de junho de 1953. Os trabalhos terminaram menos de dois anos mais tarde, com um custo de 12.037.638 escudos. 

### Inauguração
O estádio foi inaugurado finalmente no 1 de Dezembro de 1954 (feriado nacional e data simbólica por ser comemorativa da vencedora Restauração da Independência de Portugal), perante uma casa-cheia de 40 000 adeptos, na presença do presidente Craveiro Lopes, foi lida uma mensagem de Salazar e depois de um discurso emocionado, Joaquim Bogalho desmaiou. Seguiu-se o jogo inaugural efectuado perante os rivais FC Porto. A partida terminou com a vitória do FC Porto, por 3-1.

## Melhoramentos

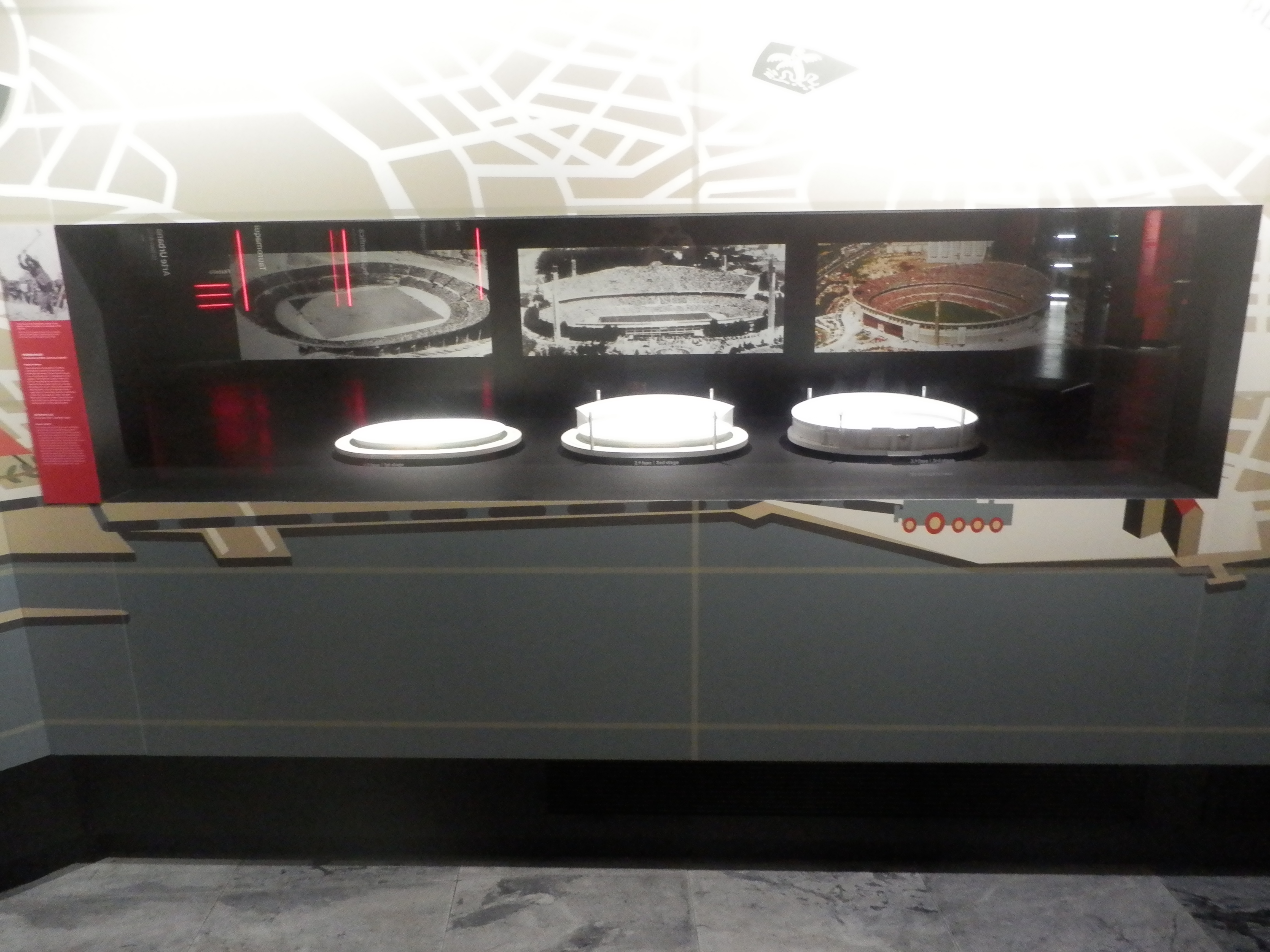
As três fases do Estádio

O estádio foi inaugurado com uma capacidade para 40 000 adeptos, em dois anéis completos, mas o continuado êxito desportivo do Benfica durante os anos 1950 e, especialmente, 60 (os "anos de ouro"), a necessidade de aumentar a capacidade tornou-se evidente.
A primeira fase de construção do famoso "Terceiro Anel" foi concluída em 1960, e incrementou a capacidade para 70 000. A iluminação artificial havia sido introduzida dois anos antes.
O "fecho" do terceiro anel foi concluído em 1985, passando a capacidade oficial do estádio para 120 000. Dada a inexistência de lugares individuais até meados dos anos 1990, este número foi mesmo ultrapassado em algumas ocasiões. O "jogo do título", realizado frente ao FC Porto a 4 de janeiro de 1987, teve uma assistência estimada de 135 000 espectadores, a semifinal da então Taça dos Campeões Europeus contra o Marselha em 1990 teve cerca de 130 000 espectadores, e a final do Campeonato Mundial de Futebol Sub-20 de 1991 entre Portugal e Brasil, teve uma assistência oficial de 127 000 espectadores.
A introdução de assentos individuais, em meados dos anos 1990, reduziu a capacidade do estádio para cerca de 78 000.
Em 1992 foi criada a loja desportiva e um conjunto de restaurantes.

## O Fim
Após o conturbado período experimentado pelo futebol do Benfica durante os anos 1990, tanto a nível de resultados desportivos como a nível financeiro, o clube teve de ponderar como enfrentar a candidatura ganha pela Federação Portuguesa de Futebol para a realização do Campeonato Europeu de Futebol de 2004.
De início, foi ponderada a realização de extensas obras de adaptação e modernização do velho estádio, incluindo a cobertura integral das bancadas. Dois projectos, ambos do Arquitecto Tomás Taveira, chegaram mesmo a ser apresentados aos sócios, mas acabaram por ser abandonados. Durante um breve período de tempo, foi mesmo considerada a retirada da candidatura do estádio do clube da lista de estádios anfitriões do campeonato.
Finalmente, a 28 de setembro de 2001, a Assembleia Geral de Sócios do clube votou favoravelmente a construção do novo estádio. Não se tratou de uma decisão fácil, dado que a velha "Catedral" teria de ser demolida para dar lugar ao novo complexo. A solução foi, no entanto, considerada necessária para assegurar a sustentabilidade financeira do projecto e do clube. Na proposta aprovada podia ler-se: "A Direcção decidiu apresentar aos associados a construção de um novo estádio, tendo plena consciência de que esta se trata da solução que melhor serve os interesses e aspirações do clube, sendo económica e financeiramente sustentável, e permitirá aos associados muito melhores condições nas quais seguir os eventos desportivos do clube, em particular da equipa de futebol, e reavivar a sua base de suporte."
Foi num estádio parcialmente demolido (a bancada sul havia já sido retirada para permitir a construção do novo estádio) que a equipa jogou parte da sua última temporada. Foi perante um estádio cheio (com a capacidade reduzida para cerca de 50 000 adeptos) que o último jogo se efectuou, a 22 de Março de 2003. Tratou-se do jogo da 26ª ronda do Campeonato Nacional, onde o clube enfrentou o Santa Clara. O jogo foi vencido pelo Benfica, com um golo de penálti convertido por Simão Sabrosa.
Tendo terminado a época jogando os seus jogos caseiros no Estádio Nacional, o clube entrou numa nova fase da sua longa vida com a inauguração da "Nova Catedral", a 25 de Outubro de 2003. O novo estádio viria a albergar a final do Campeonato Europeu de Futebol de 2004 menos de um ano mais tarde.
Estádio da Luz é o nome porque é conhecido por ser na Luz pois o nome verdadeiro sempre foi Estádio do Sport Lisboa e Benfica. Nunca Estádio de Carnide pois o Estádio não se situa em Carnide mas sim em S.Domingos de Benfica. Estádio do Sport Lisboa e Benfica: Tal como o novo estádio, o antigo tinha esta designação oficial.
Todos os nomes que se seguem eram utilizados para designar o estádio antigo e são actualmente utilizados em relação ao novo:
- Estádio da Luz: Luz é o nome dado à área dos bairros de Benfica e Carnide situada imediatamente a norte do estádio. 
- "A Catedral": Nas campanhas realizadas para a venda de lugares cativos e camarotes do novo estádio, este era designado de "A Nova Catedral". No entanto, os adeptos referem-se ao estádio simplesmente como "A Catedral", tal como o faziam relativamente ao antigo.
- "O Inferno da Luz": era a designação dada ao efeito intenso provocado pelo estádio cheio com 120 000 adeptos.
- "O Terceiro Anel": o novo estádio tem uma configuração de 3 anéis sobrepostos, semelhante à do anterior, juntamente com um anel intermédio composto exclusivamente por camarotes. O anel superior de bancadas mantém correntemente a designação de "Terceiro Anel", apesar de inicialmente ter sido promovido como o "quarto anel". A expressão "Terceiro Anel" é igualmente utilizada para designar o conjunto de adeptos ferrenhos que enchem o estádio. São conhecidos pelo seu apoio quase fervoroso à equipa (gerando o referido "Inferno da Luz"), mas também por, ocasionalmente, mostrarem o seu descontentamento com exibições menos conseguidas da equipa.
O antigo estádio é actualmente recordado como "O Velho Estádio" ou "A Velha Catedral".